# Piper pseudoflexuosum
Piper pseudoflexuosum är en pepparväxtart som beskrevs av William Trelease. Piper pseudoflexuosum ingår i släktet Piper och familjen pepparväxter. Inga underarter finns listade i Catalogue of Life.